# Георги Чепов
Георги Стоянов Чепов е български революционер, деец на Вътрешната македоно-одринска революционна организация.

## Биография
Георги Чепов е роден на 6 август 1871 година в Малко Търново, тогава в Османската империя. Завършва втори прогимназиален клас в Лозенград, а от 1900 година е член на ВМОРО. От пролетта на 1903 година ръководи околийския комитет на ВМОРО в Малко Търново, а през Илинденско-Преображенското въстание е четник при Георги Кондолов и участва в сражението при село Паспалово.
На 5 септември 1925 г. бойните другари на убития Георги Кондолов Лефтер Мечев, Георги Чепов, Георги Ганчев, Тодор Петков и Димитър Арнаудов пренасят нелегално костите му в Малко Търново. По-късно Георги Чепов е арестуван и до Младотурската революция от юли 1908 година лежи в Одринския затвор.